# Аффинная длина
Аффи́нная длина́ — параметр плоской кривой, который сохраняется при эквиаффинных преобразованиях (то есть аффинных преобразованиях, сохраняющих площадь).

## Определение
Для плоской кривой {\displaystyle \gamma \colon [a,b]\to \mathbb {R} ^{2}} аффинная длина вычисляется по формуле
{\displaystyle l=\int \limits _{a}^{b}|{\dot {\gamma }}(t)\times {\ddot {\gamma }}(t)|^{1/3}dt,}
где {\displaystyle \times } обозначает векторное произведение, а {\displaystyle {\dot {\gamma }}(t)} и {\displaystyle {\ddot {\gamma }}(t)} — первую и вторую производную. 

### Частные случаи
- Аффинная длина графика {\displaystyle y=f(x)} функции {\displaystyle f} задаётся как 
{\displaystyle l=\int \limits _{a}^{b}{\sqrt[{3}]{|f''(x)|}}dx,}
- Для кривой {\displaystyle \gamma (s)} с натуральным параметром и кривизной {\displaystyle \varkappa (s)}
{\displaystyle l=\int \limits _{a}^{b}{\sqrt[{3}]{|\varkappa (s)|}}ds.}

## Свойства
- Аффинная длина дуги параболы равна {\displaystyle 2{\sqrt[{3}]{S}},} где S есть площадь треугольника, образованного хордой дуги и касательными к параболе в концах дуги.
- Среди выпуклых замкнутых кривых с фиксированной аффинной длиной эллипсы (и только они) ограничивают наименьшую площадь.

## Вариации и обобщения
Существуют также обобщения аффинной длины на случай пространственных кривых и для общей аффинной группы, а также других её подгрупп.